# 龍狀小髭鼻鯰
龍狀小髭鼻鯰，為輻鰭魚綱鯰形目毛鼻鯰科小髭鼻鯰属的其中一種。分布於南美洲巴西巴伊亞Jucuruçu河流域，體長可達1.8公分，棲息在底層水域。